# Vimbuza
Le Vimbuza désigne, au Malawi, une danse rituelle de guérison. Pratiqué par le peuple Tumbuka, il mêle percussions, chant et danse. En 2008, l'UNESCO l'inscrit sur la liste représentative du patrimoine culturel immatériel de l'humanité. 

## Pratique
Le Vimbuza est pratiqué par le peuple Tumbuka, qui vit dans le Nord du Malawi. Le terme Vimbuza renvoie à la fois aux maladies causées par les esprits et au rituel de guérison. Ce rituel parfois qualifié de danse mêle en réalité danse, costumes, percussions et chant. Les maladies causées par les esprits sont diagnostiquées et guéries par celui-ci, mais il est aussi pratiqué pour se divertir, et pas forcément pour guérir. 
Le Vimbuza s'inscrit dans le cadre du Ngoma, mot signifiant tambour en kikongo, rituel de guérison plus large. Les patients sont le plus souvent des femmes, atteintes de maladies  mentales. Des guérisseurs renommés dans la communauté entament un processus de guérison qui peut durer plusieurs semaines ou plusieurs mois : les patients sont hébergés dans une habitation pour malades, le temphiri. Un diagnostic est établi, puis le rituel a lieu, pratiqué par les femmes et les enfants en cercle autour du malade, et par les hommes musiciens (et parfois le guérisseur). Le malade entre lentement en transe alors que les musiciens jouent du tambour, le rythme de jeu étant adapté à chaque esprit. L'atmosphère, qualifiée d'impressionnante dans le descriptif de l'Unesco, est telle que les patients peuvent danser leur maladie. Un répertoire musical, large et continuellement enrichi, et une certaine virtuosité dans la danse expliquent, d'après l'Unesco, la richesse de cette tradition.

## Histoire
Cette pratique se développe au milieu du XIXe siècle en réaction aux traumatismes causés par la colonisation. Sous l'occupation britannique, ce rituel devient une danse de guérison. Les missionnaires chrétiens l'interdisent cependant. En complément des autres traitements médicaux, le Vimbuza est pratiqué de nos jours, dans les zones rurales peuplées par les Tumbuka, en dépit des limites posées par les églises chrétiennes, ou pour des raisons médicales par les médecins
. 

## Reconnaissance
Plusieurs tentatives de suppression ont lieu, mais ce rituel est encore pratiqué : d'après le descriptif officiel de l'UNESCO, il reste un « élément fondamental des systèmes de soin indigènes ». Il intègre la liste représentative du patrimoine culturel immatériel de l'humanité en 2008 (et est originellement proclamé en 2005). Selon la description de l'Unesco, ses valeurs sont à la fois esthétiques et psychologiques : il s'agit pour les personnes atteintes de troubles mentaux de les exprimer d'une manière acceptable socialement. 